# Fortaleza de San Carlos de La Cabaña
La Fortaleza de San Carlos de la Cabaña, conocida coloquialmente como La Cabaña, es una fortaleza del siglo XVIII situada en la entrada de la Bahía de La Habana, que junto a la fortaleza de La Punta y el Castillo de la Real Fuerza de La Habana defendían la ciudad frente a cualquier ataque enemigo o pirata. Se sitúa en una colina a 200 m s. n. m. junto al Castillo del Morro.
La Cabaña es la más grande edificación militar construida por España en América, cubriendo un área de 700 m de largo por 240 de ancho. Tiene forma de polígono, el cual está compuesto por baluartes, revellines, fosos, camino cubierto, cuarteles y almacenes. Tiene un diseño representativo del avance en los sistemas defensivos producidos durante el siglo XVIII, acaecidos por el desarrollo de la artillería.

## Historia

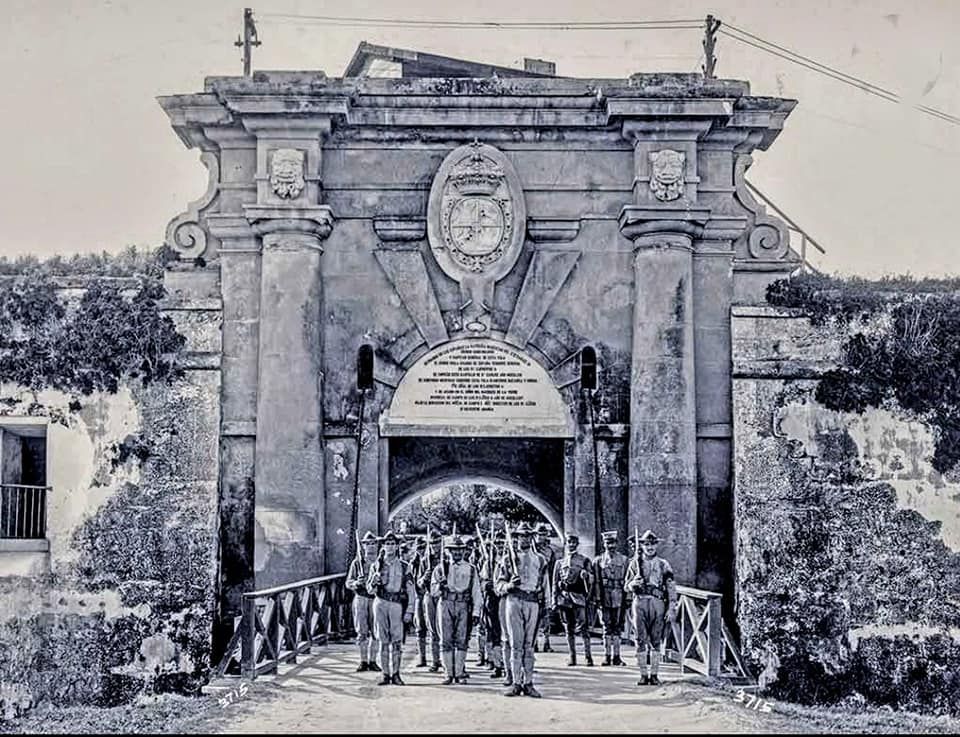
Postal de 1920 de la Fortaleza de La Cabaña.

Los ingleses tomaron el casi inexpugnable Castillo del Morro, principalmente gracias a que lograron capturar la loma donde posteriormente se edificaría la Cabaña, sirviéndose de esa privilegiada posición para su artillería cuando invadieron La Habana. La restituyeron junto con la ciudad en 1763 a cambio de La Florida. Empezó a edificarse en el alto litoral Este del puerto de La Habana, bajo la orientación del brigadier Don Silvestre Abarca. Los trabajos finalizaron en 1774. Actualmente es un complejo cultural y museístico. A las 9 de la noche se dispara el cañón que antiguamente anunciaba el cierre de las murallas de la ciudad como un ritual simbólico en homenaje al pasado.

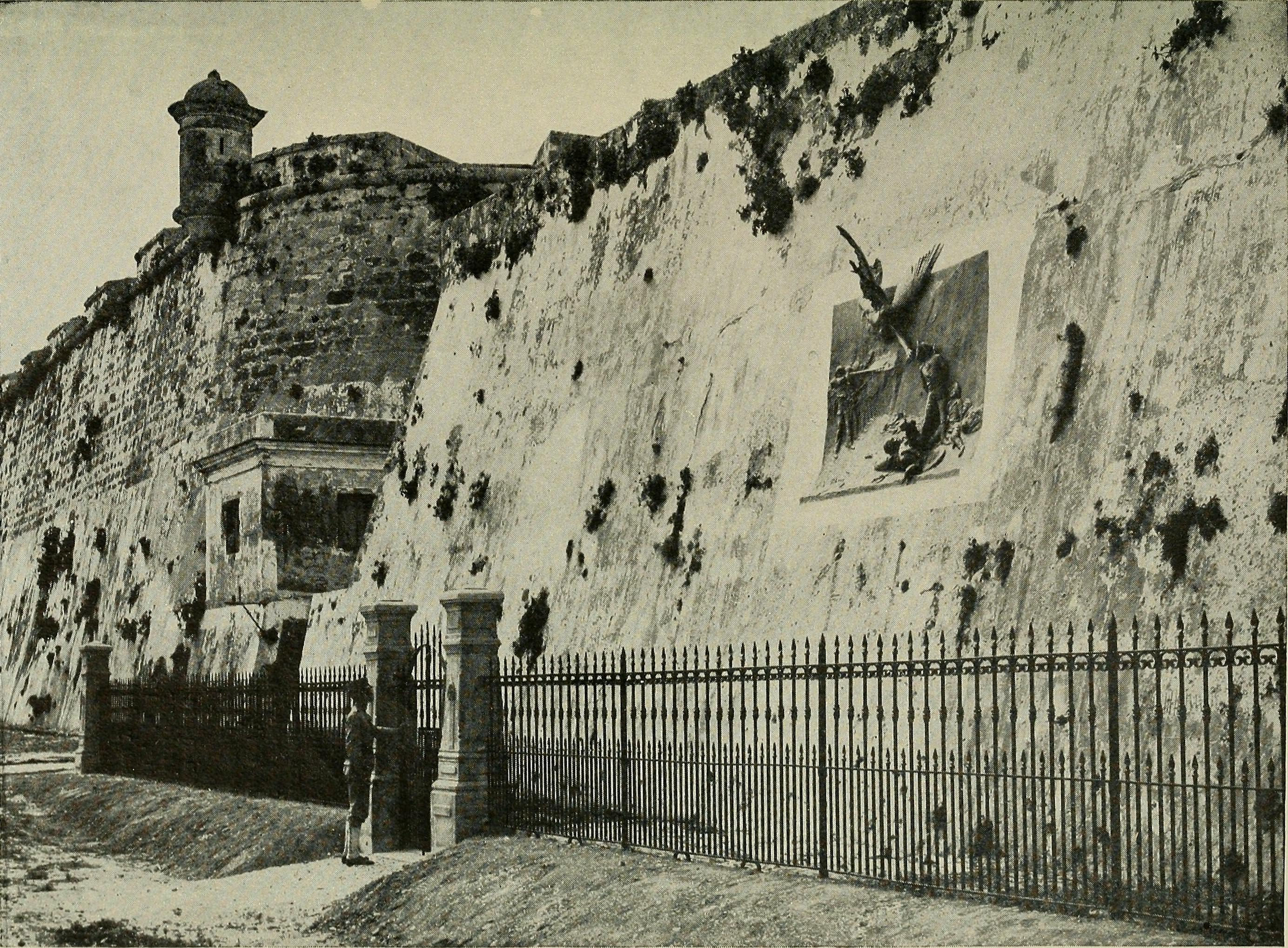
Lugar de ejecución de los rebeldes independentistas cubanos.

En ella se alojaban las mejores unidades del ejército español en Cuba. Durante las luchas independentistas del siglo XIX, no pocos héroes cubanos, entre ellos José Martí, fueron prisioneros de sus rejas y muchos fueron ejecutados en el Foso de los Laureles. Desde su construcción fue ocupada por fuerzas militares, primero de España durante la época colonial hasta 1898, y desde 1899 hasta 1902 por un ejército de ocupación estadounidense después de la derrota española en la Guerra hispano-estadounidense de 1898. A partir de la fundación de la República de Cuba el 20 de mayo de 1902, fuerzas militares cubanas estuvieron destacadas en la fortaleza, que también se usó como cárcel.

### Los juicios de la Cabaña
Al triunfo de la Revolución cubana, el comandante Che Guevara ocupó militarmente La Cabaña el 3 de enero de 1959. Allí estableció su comandancia y supervisó personalmente, en los primeros días de la revolución, muchos de los fusilamientos de partidarios de Fulgencio Batista acusados de crímenes de guerra durante su gobierno. El Che presidía como el "fiscal supremo", durante los juicios que se celebraron en La Cabaña, 800 prisioneros fueron hacinados en celdas de piedra diseñadas para albergar solo a 300 prisioneros. Para finales de enero, unos 100 leales a Fulgencio Batista habían sido ejecutados.

El dirigente de la revolución cubana el Che Guevara fue director de la cárcel de La Cabaña en 1959 y se lo ha responsabilizado por las ejecuciones de ese año en el penal, sucesos por los que también se lo llegó a conocer como "el carnicero de la Cabaña", aunque la mayoría de sus biógrafos insisten en que es preciso contextualizar aquellos actos en la situación del momento.

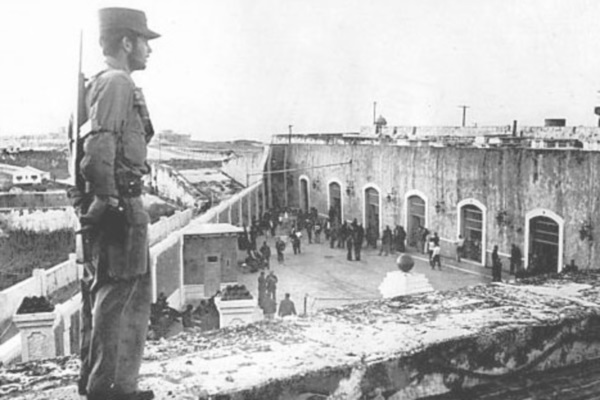
Prisioneros en La Cabaña, el patio y las Galeras.

El 16 de marzo de 1960, 110 prisioneros fueron trasladaron completamente desnudos al patio del penal, obligados a permanecer allí por más de 3 horas, mientras soldados y milicianos saqueaban sus pertenencias. Esto provocó protestas en el penal que dejaron 60 heridos, todo esto ocurrió al mando del capitán Herman Marks. El 18 de abril de 1961 Eduardo Navarro Vitón es asesinado tras intentar escapar y un miliciano asesino a Rene Santana después de que este orara a favor los rebeldes de la Invasión de bahía de Cochinos. Fue uno de los escenarios de la Masacre del 30 de agosto de 1962 en la que cientos de disidentes cubanos fueron ejecutados por planear una conspiración para derrocar la dictadura de Fidel Castro. Tras las ejecuciones de la Causa de Agosto hubo un receso en los fusilamientos que reiniciaron el 30 de mayo de 1963 con la ejecución de Ricardo Olmedo Moreno.

#### Ejecutados famosos
- Jesús Sosa Blanco (18 de febrero de 1959).
- William Alexander Morgan (11 de marzo de 1961).
- Jesús Carreras Zayas (11 de marzo de 1961).
- Humberto Sorí Marín (20 de abril de 1961).
- Manuel Puig Miyar (20 de abril de 1961).
- Julio Emilio Carretero (22 de junio de 1964).
- Nelson Rodríguez Leyva (1971).

### Época reciente
En 1986 se inició la reparación de la Fortaleza de La Cabaña, y el acceso público se le dio en 1991 como componente del Parque Histórico Militar Morro-Cabaña.

## Uso y tradición
Actualmente la fortaleza es un museo que en el que se exponen documentos y testimonios del Che.
Esta fortaleza está ligada desde sus inicios a diversas costumbres y tradiciones, como el Cañonazo de las Nueve. En la época colonial se disparaba un cañonazo a las 4:30 a. m. y a las 9:00 p. m. desde la nave capitana en el puerto, para informar la apertura y cierre de los portones de la muralla que circundaba a La Habana y la puesta y retirada de la cadena que cerraba la entrada del puerto, ubicada entre los castillos de La Punta y el Morro.

Esta ceremonia se realiza hoy en día por soldados vestidos con atuendos al estilo del siglo XVIII y constituye una de las más gustadas atracciones que ofrece este recinto a sus nocturnos visitantes. En ella se celebra también cada año la Feria Internacional del Libro de Cuba. 